# Нурдал
Нурдал (норв. Norddal) — коммуна в губернии Мёре-ог-Ромсдал в Норвегии. Административный центр коммуны — город Валлдал. Официальный язык коммуны — нюнорск. Население коммуны на 2007 год составляло 1761 чел. Площадь коммуны Нурдал — 943,52 км², код-идентификатор — 1524.

## История населения коммуны
Население коммуны за последние 60 лет.

Статистика коммуны Нурдал